# Kajdi János

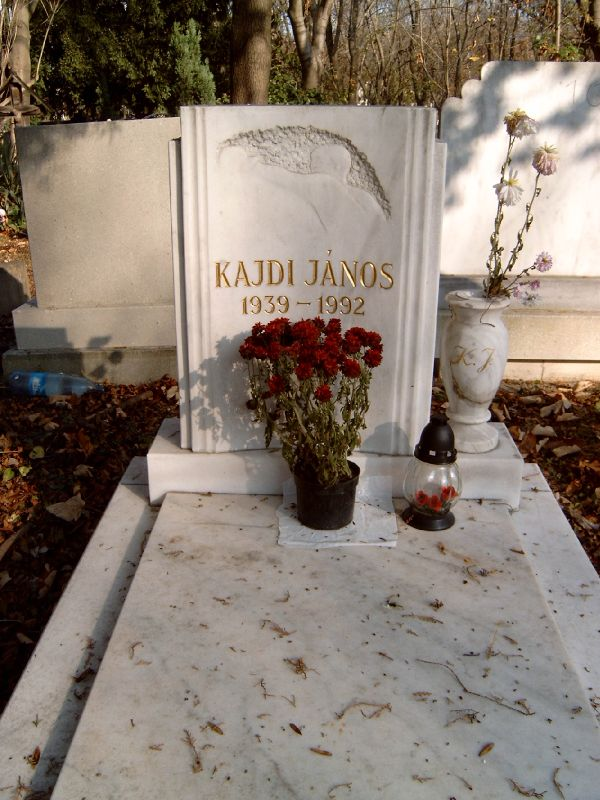
Kajdi János sírja Budapesten. Farkasréti temető: 8/2-1-71.

Kajdi János (Szombathely, 1939. december 30. – Budapest, 1992. április 10.) olimpiai ezüstérmes, Európa-bajnok ökölvívó.

## Pályafutása
1950-től a Szombathelyi Dózsa, 1955-től a Komáromi Mélyépítők, 1958-tól a Sztálinvárosi Vasas, majd 1960-tól a Budapesti Honvéd ökölvívója volt. 1961-től 1972-ig hatvan alkalommal szerepelt a magyar válogatottban. Részt vett az 1964. évi, az 1968. évi és az 1972. évi nyári olimpiai játékokon. 1972-ben úgy lett ezüstérmes, hogy a döntőben törött bordával állt ki a kubai Emilio Correával szemben. Összesen négy Európa-bajnoki érmet, közöttük 1963-ban Moszkvában és 1971-ben Madridban aranyérmet nyert. Pályafutása alatt 580 mérkőzésen szerepelt, ebből 568-ban győzött, tízszer szenvedett vereséget és kettő végződött döntetlennel. Az aktív sportolástól 1972-ben vonult vissza.
1966-ban a Sportvezető és Edzőképző Intézetben (SEKI) ökölvívó-szakedzői oklevelet szerzett. 1975-től 1983-ig a magyar ökölvívó-válogatott edzője volt, majd építési vállalkozóként tevékenykedett.
1992 március végén gépkocsibalesetet szenvedett, majd április 10-én elhunyt.

## Sporteredményei
- olimpiai 2. helyezett (könnyűsúly: 1972)
- kétszeres Európa-bajnok (könnyűsúly: 1963 ; váltósúly: 1971)
- kétszeres Európa-bajnoki 3. helyezett (könnyűsúly: 1961 ; kisváltósúly: 1967)
- kilencszeres magyar bajnok